# Займенник
Займе́нник — це самостійна частина мови, що вказує на особу, предмет, ознаку, кількість, але не називає їх. Наприклад: він, ми, щось (вказують на особу, предмет); той, мій, всякий (вказують на ознаку); скільки, стільки (вказують на кількість). Займенники відповідають на питання хто? що? який? чий? скільки? Усі займенники змінюються за відмінками, а деякі, як і прикметники, — ще й за родами та числами. У реченні займенник найчастіше виступає підметом, додатком або означенням, рідше — частиною присудка.

## Термін
Термін займенник — калька з лат. pronomen (від pro — «за», «замість» + nomen — «ім'я»), Мелетій Смотрицький у своїй праці «Грамматіка славєнскиѧ правилноє Сѵнтагма» вживав аналогічний термін мѣстоименїє.
У багатьох мовах терміни, що сходять до pronomen, вживаються тільки щодо займенників-іменників, а займенники загалом називаються «проформами».

## Історія
Особові займенники
У давньоруській мові особові займенники були тільки в 1-й і 2-й особах. Сучасні особові займенники 3-ї особи сходять до праслов'янських і давньоруських вказівних займенників. До особових належав і зворотний займенник себе : він, як і в сучасній мові, не мав форми називного відмінка.
|           | 1 особа однини | 2 особа однини | 1 особа двоїни | 2 особа двоїни | 1 особа множини | 2 особа множини | Зворотний займенник |
| --------- | -------------- | -------------- | -------------- | -------------- | --------------- | --------------- | ------------------- |
| Називний  | язъ, я         | ты             | вѣ             | ва             | мы              | вы              | —                   |
| Родовий   | мене           | тебе           | наю            | ваю            | нас             | вас             | себе                |
| Давальний | мьнѣ, мънѣ, ми | тебѣ, тобѣ, ти | нама           | вама           | намъ            | вамъ            | себѣ, собѣ, си      |
| Знахідний | мене, мѧ       | тебе, тѧ       | вѣ             | ва             | ны, насъ        | вы, васъ        | себе, сѧ            |
| Орудний   | мъною          | тобою          | нама           | вама           | нами            | вами            | собою               |
| Місцевий  | мьнѣ, мънѣ     | тебѣ, тобѣ     | наю            | ваю            | насъ            | васъ            | себѣ, собѣ          |

Давньоруський займенник язъ відповідав церковнослов'янському азъ. Вже у XI—XII століттях на письмі спостерігають тенденцію скорочення його до я.
Форми двоїни зникли, витіснившись формами множини.
Архаїчні форми давального відмінка ми, ти, си були енклітичними, тобто не мали самостійного наголосу і приєднувалися в усній мові до попереднього слова. Саме через цю особливість вони не могли вживатися з прийменниками, бо останні були проклітиками, які також не мали власного наголосу й фонетично приєднувались до наступних слів. Архаїчні форми знахідного відмінка мѧ, тѧ, сѧ, очевидно, енклітиками не були, маючи свій власний наголос. У пам'ятках вживаються переважно саме ці форми, форми родового мене, тебе, себе у значенні знахідного рідкісні. Раніше за все вийшов з ужитку займенник си, з XV ст. — займенник ти, з XVII ст. — ми. Втрата коротких форм найраніше проходила в північних і північно-східних говорах.
У сучасній українській мові вживаються лише повні форми давального відмінка (мені, тобі, собі), короткі форми, що походять від ми, ти, си збереглися лише в деяких закарпатських (дайте ми гусочку) або лемківських (то мі ся подоба, він поміг мі) говорах. Замість форм знахідного в сучасній мові вживані форми родового (мене, тебе, себе), архаїчні ж, похідні від мѧ, тѧ, сѧ залишаються як релікти в гуцульському говорі (на біду-сь мя полишив), а також у закарпатських (обі ноги ня боліли, я додому тя доведу).
Форма знахідного відмінка зворотного займенника себе перетворилася на частку -ся зворотних дієслів. Первісно її положення в реченні було вільним (як у сучасній польській, чеській, а також в деяких західних українських діалектах), потім вона закріпляється після дієслова і зливається з ним. У низці говорів частка -ся має вимову як -си, що може бути реліктом форми давального відмінка си.
Присвійні займенники
| Відмінок  | Однина                              | Однина                              | Однина             | Двоїна                | Двоїна                | Двоїна                | Множина               | Множина               | Множина               |
| Відмінок  | Чоловічий рід                       | Середній рід                        | Жіночий рід        | Чоловічий рід         | Середній рід          | Жіночий рід           | Чоловічий рід         | Середній рід          | Жіночий рід           |
| --------- | ----------------------------------- | ----------------------------------- | ------------------ | --------------------- | --------------------- | --------------------- | --------------------- | --------------------- | --------------------- |
| Називний  | мои, твои, свои                     | моѥ, твоѥ, своѥ                     | моя, твоя, своя    | моя, твоя, своя       | моѣ, твоѣ, своѣ       | моѣ, твоѣ, своѣ       | мои, твои, свои       | моя, твоя, своя       | моѣ, твоѣ, своѣ       |
| Родовий   | моѥго, твоѥго, своѥго               | моѥго, твоѥго, своѥго               | моѥѣ, твоѥѣ, своѥѣ | мою, твою, свою       | мою, твою, свою       | мою, твою, свою       | моихъ, твоихъ, своихъ | моихъ, твоихъ, своихъ | моихъ, твоихъ, своихъ |
| Давальний | моѥму, твоѥму, своѥму               | моѥму, твоѥму, своѥму               | моѥи, твоѥи, своѥи | моѥма, твоѥма, своѥма | моѥма, твоѥма, своѥма | мояма, твояма, свояма | моимъ, твоимъ, своимъ | моимъ, твоимъ, своимъ | моимъ, твоимъ, своимъ |
| Знахідний | моѥго/мои, твоѥго/твои, своѥго/свои | моѥго/моѥ, твоѥго/твоѥ, своѥго/своѥ | мою, твою, свою    | моя, твоя, своя       | моѣ, твоѣ, своѣ       | моѣ, твоѣ, своѣ       | моѣ, твоѣ, своѣ       | моя, твоя, своя       | моѣ, твоѣ, своѣ       |
| Орудний   | моимь, твоимь, своимь               | моимь, твоимь, своимь               | моѥю, твоѥю, своѥю | моѥма, твоѥма, своѥма | моѥма, твоѥма, своѥма | мояма, твояма, свояма | моими, твоими, своими | моими, твоими, своими | моими, твоими, своими |
| Місцевий  | моѥмь, твоѥмь, своѥмь               | моѥмь, твоѥмь, своѥмь               | моѥи, твоѥи, своѥи | мою, твою, свою       | мою, твою, свою       | мою, твою, свою       | моихъ, твоихъ, своихъ | моихъ, твоихъ, своихъ | моихъ, твоихъ, своихъ |

Відмінювання присвійних займенників нашь, вашь майже не відрізнялося від сучасного, але розрізнювалися родові форми множини.
У процесі фонетичних змін о в закритому складі перейшло в [і] (свои > укр. свій), ѥ у закритому складі через «новий ять» — в [ji] і позначається як ї (своѥи > укр. своїй), ѣ у положенні після голосної — також в [ji] (своѥѣ > укр. своєї), прикінцевий и зараз записують як й (свои > укр. свій).
Вказівні займенники

До вказівних займенників належали сь, тъ, онъ, и, овъ, такъ, сикъ. У сучасній мові збереглись похідні від сь («сей», «цей»), тъ («той»), онъ, и («він»), такъ («такий»).
Деякі вказівні займенники були трьох ступенів: займенник першого ступеня сь вживався для вказання на близькорозташований предмет, займенник другого ступеня тъ — для вказання на більш віддалений, займенник третього ступеня онъ — для вказання на далекий предмет.
Від родових форм займенника сь походять сучасні вказівні займенники цей, ця, це, ці (заст. сей, ся, се, сі), а також вказівна частка ось, від форм займенника тъ — вказівні займенники той, та, те, ті (форма середнього роду те утворена стягненням складеної форми тоѥ), а також вказівна частка от, від форм займенника онъ — особові займенники 3-ї особи він, вона, воно, вони, а також вказівна частка он.
| Відмінок  | Однина            | Однина            | Однина         | Двоїна            | Двоїна            | Двоїна            | Множина           | Множина           | Множина           |
| Відмінок  | Чоловічий рід     | Середній рід      | Жіночий рід    | Чоловічий рід     | Середній рід      | Жіночий рід       | Чоловічий рід     | Середній рід      | Жіночий рід       |
| --------- | ----------------- | ----------------- | -------------- | ----------------- | ----------------- | ----------------- | ----------------- | ----------------- | ----------------- |
| Називний  | сь, тъ, онъ       | се, то, оно       | си, та, она    | си, та, она       | сѣ, тѣ, онѣ       | сѣ, тѣ, онѣ       | си, ти, они       | си, та, она       | сѣ, тѣ, онѣ       |
| Родовий   | сего, того, оного | сего, того, оного | сеѣ, тоѣ, оноѣ | сею, тою, оною    | сею, тою, оною    | сею, тою, оною    | сихъ, тѣхъ, онѣхъ | сихъ, тѣхъ, онѣхъ | сихъ, тѣхъ, онѣхъ |
| Давальний | сему, тому, оному | сему, тому, оному | сеи, тои, онои | сима, тѣма, онѣма | сима, тѣма, онѣма | сима, тѣма, онѣма | симъ, тѣмъ, онѣмъ | симъ, тѣмъ, онѣмъ | симъ, тѣмъ, онѣмъ |
| Знахідний | сь, тъ, онъ       | се, то, оно       | сю, ту, ону    | си, та, она       | сѣ, тѣ, онѣ       | сѣ, тѣ, онѣ       | си, ти, они       | си, та, она       | сѣ, тѣ, онѣ       |
| Орудний   | симь, тѣмь, онѣмь | симь, тѣмь, онѣмь | сею, тою, оною | сима, тѣма, онѣма | сима, тѣма, онѣма | сима, тѣма, онѣма | сими, тѣми, онѣми | сими, тѣми, онѣми | сими, тѣми, онѣми |
| Місцевий  | симь, томь, ономь | симь, томь, ономь | сеи, тои, онои | сею, тою, оною    | сею, тою, оною    | сею, тою, оною    | сихъ, тѣхъ, онѣхъ | сихъ, тѣхъ, онѣхъ | сихъ, тѣхъ, онѣхъ |

Поряд з вищепереліченими вказівними займенниками в давньоруській мові існували й форми вказівного займенника третього ступеня и (форми жіночого та середнього роду відповідно я, ѥ), праслов'янську форму якого відновлюють як *jь, де *j з походження є протетичним. Форми називного відмінка цього займенника невідомі в письмових пам'ятках, але форми непрямих відмінків представлені дуже широко. У сучасній мові від них походять форми непрямих відмінків особових займенників 3-ї особи (його, її, йому, їй, ним, нею, на ньому, на ній). Саме цим пояснюється те, що займенники він, вона, воно, вони мають незвичайну парадигму відмінювання: називний і непрямі відмінки в них утворюються від різних основ (суплетивні форми).
До форм вказівного займенника и, я, ѥ в називному й інших відмінках сходять і закінчення повних прикметників. Первісно вказівні займенники вживалися постпозитивно з короткими прикметниками, граючи роль визначених артиклів, потім злилися з ними, передавши їм і свою парадигму відмінювання.
| Відмінок  | Однина        | Однина       | Однина      | Двоїна        | Двоїна       | Двоїна      | Множина       | Множина      | Множина     |
| Відмінок  | Чоловічий рід | Середній рід | Жіночий рід | Чоловічий рід | Середній рід | Жіночий рід | Чоловічий рід | Середній рід | Жіночий рід |
| --------- | ------------- | ------------ | ----------- | ------------- | ------------ | ----------- | ------------- | ------------ | ----------- |
| Називний  | и             | ѥ            | я           | я             | ѣ            | ѣ           | и             | я            | ѣ           |
| Родовий   | ѥго           | ѥго          | ѥѣ          | ѥю            | ѥю           | ѥю          | ихъ           | ихъ          | ихъ         |
| Давальний | ѥму           | ѥму          | ѥи          | има           | има          | има         | имъ           | имъ          | имъ         |
| Знахідний | и, ѥго, нь    | ѥ            | ю           | я             | ѣ            | ѣ           | ѣ             | я            | ѣ           |
| Орудний   | имь           | имь          | ѥю          | има           | има          | има         | ими           | ими          | ими         |
| Місцевий  | ѥмъ           | ѥмъ          | ѥи          | ѥю            | ѥю           | ѥю          | ихъ           | ихъ          | ихъ         |

Відповідно до тенденції заміни форм знахідного відмінка формами родового замість и часто вживалося ѥго, а форма ю була згодом витіснена формою ѥѣ (сучасне написання її).
Наявність у сучасній мові форм займенників з початковим «н-» (у нього, на ньому, на ній) пов'язана з давнім процесом перегрупування звуків у складах. Первісно н- був прикінцевим звуком деяких прийменників — вън («в», «у»), сън («з»), кън («к», «до»). Прикінцевий сонант мав ще праіндоєвропейське походження, що підтверджується порівнянням з лексичним матеріалом інших індоєвропейських мов: вън — лат., англ. і нім. in, сън — лат. cum, кън — вед.-санскр. kam. Відповідно до закону відкритого складу -n наприкінці прийменників зник майже в усіх позиціях (въ, съ, къ), зберігшись лише в положенні перед голосними: вън ѥго, сън ѥго, кън ѥму. Згодом н- став сприйматися не як частина прийменника, а як складова займенника (въ него, съ него, къ нему), а надалі початковий «н-» в займенниках стали вживати за аналогією і після інших прийменників, що ніколи не мали прикінцевого -n: на немь, на неи, до него, до неѣ.
Після прийменників замість форми знахідного відмінка чоловічого роду и вживалася форма нь, що являє собою сполучення *ь (без протетичного j) з тим же прикінцевим сонантом прийменника вън (наприклад, въ нь < *vъn + ь — «у нього»). Надалі займенник нь став вживатися за аналогією і після інших прийменників (на нь, за нь).
Інші види займенників

Окрім особових, присвійних і вказівних, у давньоруській існували ще кілька видів займенників:
- Означальні: вьсь, къжьдъ, инъ. У сучасній мові від них походять весь (вся, все, всі), кожен (кожна, кожне, кожні), інший (інша, інше, інші).
- Питально-відносні: къто, чьто, къи, чьи, которыи. У сучасній мові від них походять хто, що, який (яка, яке, які, також застаріле і розмовне кий), чий (чия, чиє, чиї), котрий (котра, котре, котрі).
- Заперечні: никъто, ничьто, никыи, ничии. У сучасній мові фонетично уподібнилися неозначеним: ніхто, ніщо, ніякий, нічий.
- Неозначені: нѣкъто, нѣчьто, нѣкыи. У сучасній мові замінені сполученнями з приставкою де-: дехто, дещо, деякий, декотрий.

## Лексичне значення
Конкретне лексичне значення займенників виявляється тільки в контексті, коли мовець співвідносить їх з певними іменниками, прикметниками, прислівниками або числівниками.
Коли б ти, нічко, швидше минала…
Вибач, коханая… Це ж я не знала
Днини такої, щоб була щасна
Так, як ти, ніченько, так, як ти, ясна…
Чом ти, березо, така журлива?
Глянь, моя сестренько, та ж я щаслива
Не рони, вербо, сліз над водою,
Буде ж, матусенько, милий зо мною…
Батьку мій рідний, темненький гаю
як же я ніченьку свою прогаю…
Нічка коротка — довга розлука…
Що ж мені суджено — щастя чи мука? (Леся Українка)
Попри те, що займенників у мові небагато, частота їх вживання у розмовній мові досить велика.

## Класифікація займенників за граматичними ознаками
За значенням і граматичними ознаками займенникові слова поділяють на чотири групи:
1. Ті, що співвідносяться з іменниками (відповідають на питання хто?, що?) я, ти, ми, ви, він, вона, воно, вони, себе, хто, що, хтось, щось, абихто, абищо, дехто, дещо, хто-небудь, що-небудь, будь-хто, будь-що, казна-що, казна-хто, ніхто, ніщо
2. Ті, що співвідносяться з прикметниками (відповідають на питання який? чий?) мій, твій, ваш, наш, їхній, той, цей, дечий, чийсь, нічий, ніякий
3. Ті, що співвідносяться з числівниками (відповідають на питання скільки? котрий?) скільки, стільки, скількись, казна-скільки, котрий, котрийсь, декотрий, котрий-небудь, ніскільки
4. Ті, що співвідносяться з прислівниками (відповідають на питання як? де? коли? куди? звідки? з якою метою?): так, там, тут, туди, тоді, звідти.

## Синтаксична роль
У реченні займенники можуть виконувати різні синтаксичні функції. Вони можуть виступати тими самими членами речення, що й іменники, прикметники, числівники, прислівники.
- підметом:
  - Я не нездужаю нівроку… (Тарас Шевченко)
  - Ти знаєш, що ти людина. (Василь Симоненко)
  - Рано ми вмієм любити, пізно — любов шанувати (М. Луків)
  - Так ніхто не кохав (Володимир Сосюра)
  - Він подав руку й мовчки вийшов. За ним виходили інші — хлопці й дівчата. ([Улас Самчук])
  - А ми живі, нам треба поспішати… (Ліна Костенко)
- присудком:
  - Ми з тобою просто ти і я. І тому для мене так трагічно те, що ти чиясь, а не моя. (Василь Симоненко)
  - Ах, очі, ті очі… Кохана, чом серце твоє не таке? (Павло Тичина)
  - Страшні слова, коли вони мовчать, коли вони зненацька причаїлись, коли не знаєш з чого їх почать, бо всі слова були уже чиїмись. (Ліна Костенко)
- означенням
  - Десь на дні мого серця заплела дивну казку любов. (Павло Тичина)
  - Не зневажай душі своєї цвіту, бо з нього виросло кохання наше (Леся Українка)
- додатком:
  - Я люблю тебе, друже, за те, що не можу тебе не любити! (Володимир Сосюра)
  - Мене любов ненависті навчила (Леся Українка)
- обставиною
  - Людині треба, щоб її робота залишалася після неї самої жити (Ю. Яновський).

## Розряди займенників
За лексичним значенням і морфологічними ознаками займенники поділяють на розряди:
- особові
  - я, ми, ти, ви, він, вона, воно, вони
- зворотний
  - себе
- взаємні
  - одне одного, одне другого
- присвійні
  - мій, твій, ваш, наш, його, її, їхній
- вказівні
  - цей, сей, осей, той, такий
- означальні
  - весь, всякий, кожен, самий, сам, жодний, інший
- питальні
  - хто?, що?, скільки?, котрий?, чий?
- відносні
  - хто, що, скільки, котрий, чий (інколи два розряди об'єднують у питально-відносний)
- неозначені
  - абихто, абищо, деякий, дечий, хтось, щось, котрийсь, будь-хто, будь-що, скільки-небудь, казна-скільки, хтозна-як
- заперечні
  - ніхто, ніщо, ніяк, ніскільки, аніщо, анічий, аніякий

### Особові
Особовими називаються займенники, які вказують на осіб, інших істот, предмети, явища поняття.
|         | І особа | ІІ особа | III особа       |
| однина  | я       | ти       | він, вона, воно |
| множина | ми      | ви       | вони            |

#### Особливості вживання

##### І особа
Займенники І особи я, ми вказують на особу, що говорить:
Я люблю свою хату поліську… Я люблю свій зажурений ліс (Д. Фальківський).
З указівкою на одну особу виступає авторське «ми», дуже поширене у науковому й публіцистичному стилях. Наприклад, Ф. Медвєдєв у вступі до посібника «Українська фразеологія. Чому ми так говоримо?» пише:
Ми зупиняємося докладніше у своїй праці на вивченні активних фразеологізмів, уживаних у різних стилях літературної мови, а також звертаємо увагу на фразеологічні вислови, поширені в усному мовленні.
Вживання ми замість я властиве для офіційно-ділового мовлення (наприклад, звернення до народу царів, королів, імператорів, монархів) і мові художньої літератури, часто з відтінком іронії.

##### ІІ особа
Займенники ІІ особи ти, ви вказують на особу, до якої звернено мовлення, тобто до співрозмовника, до слухача.
Займенник ви може вживатися й до однієї особи як засіб вираження ввічливості і пошани. У таких випадках слово ви пишеться з великої літери.
Варто звернути увагу на те, що при займеннику Ви у такому значенні складений іменний присудок може стояти як у формі множини, так і у формі однини. Наприклад:
Ви задоволені? Ви задоволена? Ви задоволений?
Якщо ж при займеннику Ви стоять слова який, якийсь, такий, один, весь, то присудок ставиться в однині:
Яка Ви красива! Який Ви галантний!
У розмовно-побутовому стилі часто вживаються емоційно забарвлені звороти з формами займенників у родовому і давальному відмінках однини, що своїм значенням наближаються до часток:
от тобі й на, теж мені силач, нехай йому грець, цур йому, хто його знає

##### ІІІ особа
Займенники III особи він, вона, воно, вони вказують на особу, яка не бере участі в розмові, або на предмет, про який іде мова.

#### Морфологічні ознаки
4 морфологічні ознаки:
- особа (перша, друга, третя)
  - Варто пам'ятати, що займенники не змінюються за особами, а належать до певної з них
- число
- рід
  - Рід мають лише особові займенники третьої особи однини: він (чоловічий), вона (жіночий), воно (середній).
- відмінок
  - усі особові займенники змінюються за відмінками

#### Відмінювання

##### І особа
| Відмінок  | однина    | множина  |
| називний  | я         | ми       |
| родовий   | мене      | нас      |
| давальний | мені      | нам      |
| знахідний | мене      | нас      |
| орудний   | мною      | нами     |
| місцевий  | (на) мені | (на) нас |

##### ІІ особа
| Відмінок  | однина    | множина  |
| називний  | ти        | ви       |
| родовий   | тебе      | вас      |
| давальний | тобі      | вам      |
| знахідний | тебе      | вас      |
| Орудний   | тобою     | вами     |
| місцевий  | (на) тобі | (на) вас |

##### ІІІ особа

###### Однина
| Відмінок  | чоловічий рід        | жіночий рід  | середній рід         |
| називний  | він                  | вона         | воно                 |
| родовий   | його, (за) нього     | її, (за) неї | його, (за) нього     |
| давальний | йому                 | їй           | йому                 |
| знахідний | його, (на) нього     | її, (на) неї | його, (на) нього     |
| орудний   | ним                  | нею          | ним                  |
| місцевий  | (на) ньому, (на) нім | (на) ній     | (на) ньому, (на) нім |

###### Множина
| Відмінок  | форма        |
| називний  | вони         |
| родовий   | їх, (до) них |
| давальний | їм           |
| знахідний | їх           |
| орудний   | ними         |
| місцевий  | (на) них     |

#### Правопис
- У непрямих відмінках деякі особові займенники змінюють основу (явище суплетивізму):
  - я — мене
  - він — його
  - вона — її
  - ми — нас
  - вони — їх
- Займенники третьої особи після прийменників у непрямих відмінках мають приставний приголосний [н]:
  - його — у нього
  - її — до неї
  - воно — без нього
  - вони — про них
- Прийменник з, під, над, перед, які стоять перед формою орудного відмінка займенника я, для милозвучності вживаються з і:
  - зі мною
  - піді мною
  - наді мною
  - переді мною
    - може також вживатися з тією ж метою форма передо мною

### Зворотний
Зворотний займенник себе вказує на особу або предмет, що виконує дію, яка спрямована на неї ж:
- запитав себе
- подумала про себе
- не вибачив собі
- не задоволений собою
- заспокоїли себе

#### Відмінювання
| Відмінок  | форма    |
| н.в.      | відсутня |
| р.в.      | себе     |
| давальний | собі     |
| знахідний | себе     |
| орудний   | собою    |
| місцевий  | на собі  |

#### Правопис
Зворотний займенник не має називного відмінка, у нього відсутні морфологічні ознаки роду і числа. У реченні постійно виступає додатком.
- Гідність — це мудра влада тримати себе в руках (Василь Сухомлинський)
- Роблячи добро людям, ти перш за все допомагаєш собі. (Бенджамін Франклін)
- Чого навчишся, того з собою не носити (народна мудрість)

Зворотний займенник часто входить до фразеологічних зворотів:
- сам по собі
- давати собі раду
- пересилювати себе
- взяти себе в руки
- мотати собі на вус
- землі під собою не чути

### Присвійні
Присвійні займенники вказують на належність предмета особі: першій (мій, наш), другій (твій, ваш), третій (їхній, його, її, їх), першій, другій і третій особі (свій). Із сукупності присвійних займенників вирізняється група його, її, їх, якій характерна омонімічність з формами родового відмінка особових займенників він, воно, вона, вони. Таким чином, їхня присвійність виражається синтаксичною позицією, на відміну від займенників їхній (їхня, їхнє, їхні). З метою уникнути двозначності в текстах ділового мовлення перевагу слід надавати займеннику їхній для вираження значення присвійності.
відм. Однина Множина
```
    чол.р.              жін.р.   сер.р.
```

Н. мій моя моє мої
Р. мого моєї мого моїх
Д. моєму моїй моєму моїм
З. мій (мого) мою моє мої (моїх)
О. моїм моєю моїм моїми
М. на моєму (на моїм) на моїй на моєму (на моїм) на моїх
За таким же зразком відмінюються твій, свій. Займенники наш, ваш відмінюються, як прикметники твердої групи, а займенник їхній — як прикметники м'якої групи

### Вказівні
Вказівні займенники вказують на предмет: цей, той; на ознаку: такий; на кількість: стільки.
Займенник цей уживається тоді, коли мова йде про предмет, близький у просторі або в часі, займенник той — коли мовиться про предмет, віддаленіший у просторі або в часі. Обидва вони мають експресивніші варіанти: оцей і отой. Іноді зі значенням «цей» уживається архаїчний займенник сей; особливо зберігся він у стійких словосполученнях: де се видано, ні в сих ні в тих, ні з сього ні з того, ні се ні те. (Від нього, власне, і пішов займенник цей, що виник унаслідок злиття з ним частки от: от + сей.)
Займенник такий не лише вказує на конкретну ознаку, названу раніше, а й може вживатися для підсилення вираженої прикметником ознаки, своїм значенням наближаючись, таким чином, до прислівника дуже. Наприклад, у реченні: «Пан гуляв у себе в замку, у ярмі стогнали люди, і здавалось, що довіку все така неволя буде» (Леся Українка)
Займенник така вказує на конкретні, щойно названі перед тим ознаки неволі. А в реченні: «Як вона раніше не помічала, що в нього таке симпатичне обличчя, такі добрі, лагідні очі!» (О. Гончар)
Займенники таке, такі підсилюють лексичне значення присудків, виражених прикметниками. Те саме стосується й вказівного займенника стільки, який в одних випадках вказує на конкретну кількість чогось, названу раніше, в інших — виражає невизначено великий кількісний вияв предмета, своїм значенням наближаючись, таким чином, до словосполучення дуже багато, як у реченнях: «Ся місцина коштує тридцять срібняків, — за стільки не можна ліпшої землі дістати» (Леся Українка).
«Так мені жалко моїх колишніх ранків, вони мали для мене стільки привабливостей, стільки поезії» (М. Коцюбинський).
За граматичними ознаками займенник стільки співвідносний із кількісними числівниками

### Означальні
Означальні займенники весь, всякий, кожний, інший, сам, самий за своїм значенням і граматичними ознаками співвідносні з прикметниками.
Займенник весь указує звичайно на цілість предмета або сукупність предметів, а займенники всякий і кожний, навпаки, виділяють окремі предмети в певній сукупності.
Займенник інший вказує на відмінність предмета від предметів, що перебувають в одній із ним сукупності. Отже, спільна роль цих означальних займенників — це позначення відношень між одиничністю й сукупністю.
Основний зміст займенника сам, самий, саме, самі (з наголосом на другому складі) — виділення самостійної ролі певного предмета. Він входить до складу багатьох слів (їх близько п'ятисот), утворених переважно від дієслівних основ, надаючи їм значення зворотності або незалежності дії: самозаспокоюватися, самоаналіз (це слово утворене не від іменника аналіз, а від дієслова аналізувати), самовираження, самоврядування, самозахист, самолюб, самочинний, самохіть. Займенник сам у стійких зворотах часто поєднується зі зворотним займенником себе: бути самим собою, заглиблений у самого себе, самому собі не вірити, сам собі господар тощо.
Займенник самий (із постійним наголосом на першому складі) вказує на тотожність предметів, ознак (він самий, той самий, такий самий), на просторову або часову межу (до самого моря, із самого ранку). У сполученні з дієсловом, з прислівником, взагалі з обставиною він набуває прислівникового значення: саме приїхали, саме там, саме тоді, саме перед обідом, саме через те; там само, тоді само.

### Питальні
Питальні займенники : хто, що, який, котрий, скільки вживаються для вираження запитань про предмети, якість, кількість. Якщо ж займенники хто, що, який, чий, котрий, скільки зв'язують підрядне речення з головним, то вони є відносними: Сьогодні я такий, яким і вчора був.

### Неозначені
Неозначені займенники хтось, щось, якийсь, чийсь у непрямих відмінках після приголосних м і х перед часткою (постфіксом) -сь можуть мати вставний голосний о: кимсь і кимось, чимсь і чимось, якимсь і якимось, якихсь і якихось, чиїмсь і чиїмось, чиїхсь і чиїхось.
Неозначені займенники вказують на неозначену (невідому) особу, предмет, ознаку чи кількість (абихто, абищо, абиякий, дехто, дещо, деякий, дечий, декотрий, будь-хто, будь-що, будь-який, будь-чий, хто-небудь, що-небудь, який-небудь, чий-небудь, скільки-небудь, казна-хто, казна-що, казна-який, казна-скільки, хтось, щось, якийсь, чийсь, котрийсь, скількись).
Неозначені займенники мають ті ж морфологічні ознаки, що й питальні займенники, від яких вони утворюються.
З частками казна-, хтозна-, будь-, небудь- займенники пишуться через дефіс (казна-хто, хтозна-чий, будь-який, скільки-небудь), а з частками аби-, де-, -сь- разом (абиякий, дещо, хтось).
Якщо між часткою і займенником є прийменник, то всі три слова пишуться окремо (будь для кого, аби з ким, хтозна в чому).
Неозначені займенники відмінюються так, як питальні займенники, від яких вони утворилися.

### Заперечні
Утворюються так:
Ні + відносні, тобто ніхто, ніщо, ніякий, нічий, нікотри́й, ніскільки.
Таблиці відмінювання: Ніхто, ніщо, ніскільки
| Називний  | ніхто        | ніщо         | ніскільки             |
| Родовий   | нікого       | нічого       | ніскількох            |
| Давальний | нікому       | нічому       | ніскільком            |
| Знахідний | нікого       | ніщо         | ніскільки, ніскількох |
| Орудний   | ніким        | нічим        | ніскількома           |
| Місцевий  | ні (на) кому | ні (на) чому | ні (на) скількох      |

Ніякий
| Відмінок  | Чоловічий рід   | Жіночий рід   | Середній рід   | Множина       |
| --------- | --------------- | ------------- | -------------- | ------------- |
| Називний  | ніякий          | ніяка         | ніяке          | ніякі         |
| Родовий   | ніякого         | ніякої        | ніякого        | ніяких        |
| Давальний | ніякому         | ніякій        | ніякому        | ніяким        |
| Знахідний | ніякий, ніякого | ніяка, ніякої | ніяке, ніякого | Ніякі, ніяких |
| Орудний   | ніяким          | ніякою        | ніяким         | ніякими       |
| Місцевий  | ні (на) якому   | ні (на) якій  | ні (на) якому  | ні (на) яких  |

Нічий
| Відмінок  | Чоловічий рід   | Жіночий рід   | Середній рід    | Множина       |
| --------- | --------------- | ------------- | --------------- | ------------- |
| Називний  | нічий           | нічия         | нічиє           | нічиї         |
| Родовий   | нічийого        | нічиєї        | нічийого        | нічиїх        |
| Давальний | нічийому        | нічиїй        | нічийому        | нічиїми       |
| Знахідний | нічий, нічийого | нічия, нічиєї | нічиє, нічийого | нічиї, нічиїх |
| Орудний   | нічиїм          | нічиєю        | нічиїм          | нічиїми       |
| Місцевий  | ні (на) чийому  | ні (на) чиїй  | ні (на) чийому  | ні (на) чиїх  |

Нікотри́й
| Відмінок  | Чоловічий рід       | Жіночий рід       | Середній рід       | Множина           |
| --------- | ------------------- | ----------------- | ------------------ | ----------------- |
| Називний  | нікотрий            | нікотра           | нікотре            | нікотрі           |
| Родовий   | нікотрого           | нікотрої          | нікотрого          | нікотрих          |
| Давальний | нікотрому           | нікотрій          | нікотрому          | нікотрим          |
| Знахідний | нікотрий, нікотрого | нікотра, нікотрої | нікотре, нікотрого | нікотрі, нікотрих |
| Орудний   | нікотрим            | нікотрою          | нікотрим           | нікотрими         |
| Місцевий  | ні (на) котрому     | ні (на) котрій    | ні (на) котрому    | ні (на) котрих    |

У непрямих відмінках префікс ні- відділяється прийменниками.

## Відмінювання складних займенників (неозначених і заперечних)
Складні займенники в основній частині відмінюються за зразком тих займенників, від яких утворені: абихто — абикого, абияким; якийсь — якогось, якомусь.

## Функції займенників
1. Повторюють сказане попередньо, акцентуючи на ньому увагу (Усі мовчали. Жоден не промовив ані слова).
2. Допомагають уникнути повторення одних і тих самих слів (іменників, прикметників, числівників).
3. Узагальнюють сказане у попередньому (-ніх) реченні (-нях).
4. Заміна займенників ти, твій на Ви, Ваш сприяє висловлюванню шанобливого ставлення до співрозмовника.